# Ítalo Córdova
Ítalo Córdova (22 de junio de 1990) es un deportista chileno que compitió en judo. Ganó una medalla de bronce en el Campeonato Panamericano de Judo de 2012, en la categoría de –100 kg.

## Palmarés internacional
| Campeonato Panamericano | Campeonato Panamericano | Campeonato Panamericano | Campeonato Panamericano |
| Año                     | Lugar                   | Medalla                 | Categoría               |
| ----------------------- | ----------------------- | ----------------------- | ----------------------- |
| 2012                    | Montreal (Canadá)       | Medalla de bronce       | –100 kg                 |